# Джон Крокідас
Джон Крокідас (англ. John Krokidas) — американський кінорежисер, сценарист і продюсер, найбільш відомий своїм режисерським дебютом — біографічною драмою 2013 року «Убий своїх коханих».

## Особисте життя
Крокідас відвідував Єльський університет, де він спочатку вивчав акторську майстерність. Отримав фах бакалавра мистецтв в театрі та американських студіях, а також відмінність за спеціальністю. Пізніше він вступив до Нью-Йоркського університету, де вивчав програму Graduate Film. Крокідас має грецьке, італійське та єврейське походження. Його бабуся по материнській лінії була єврейкою.
Він проживає в Нью-Йорку і є відкритим геєм.

## Кар'єра
Під час навчання в Нью-Йоркському університеті Крокідас почав знімати короткометражні фільми, такі як Shame No More (1999) і Slo-Mo (2001). Після закінчення навчання він підписав трирічний контракт з кінокомпанією Miramax Films, раніше займаючись сценарним оформленням студії. У 2013 році Крокідас став режисером, співавтором сценарію та продюсером свого першого повнометражного фільму «Вбий своїх коханих» з Денієлом Редкліффом у головній ролі.